# TSV Schwabmünchen (Handball)
Die Handballabteilung des TSV Schwabmünchen ist ein Handballverein aus Schwabmünchen im schwäbischen Landkreis Augsburg, dessen Damenteam die bayerische Meisterschaft (4. Liga) gewann und 2024/25 der dritthöchsten Spielklasse im deutschen Handball angehört.

## Geschichte
Die größten Erfolge der über 40 Jahre bestehenden Handballabteilung feierten die Damen 2024 mit der bayerischen Meisterschaft (4. Liga) und den damit verbundenen Aufstieg in die 3. Liga. Die Herrenmannschaft gewann viermal die Vizemeisterschaft in der Bezirksoberliga (Schwaben). Die Handballer des TSV nehmen mit drei Herrenmannschaften, drei Damenteams und 16 Nachwuchsmannschaften am Spielbetrieb des Bayerischen Handballverbandes (BHV) teil. In der Saison 2024/25 spielen das 1. Damenteam in der 3. Liga und die 1. Herrenmannschaft in der Bezirksoberliga (Schwaben).

### Erfolge
| Frauen - Aufstieg in die 3. Liga (Handball) 2024 - Bayerischer Meister (4. Liga) 2024 - Südbayerischer Meister (4. Liga) 2023 - Aufstieg in die Bayernliga (4. Liga) 2022 - Südbayerischer Landesligameister 2022 | Frauen - Bezirksmeister (Bayr. Schwaben) 2019 - Aufstieg in die Landesliga-Südbayern 2019 - Vizemeister Bezirksoberliga 2018 - Meister Bezirksliga (Schwaben Ost) 2015 - Aufstieg in die Bezirksoberliga (Schwaben) 2015 |

| Männer - Meister BOL (Schwaben) 2023 - Aufstieg in die Landesliga-Südbayern 2011, 2023 - Vizemeister Bezirksoberliga 2015, 2016, 2017, 2018 - Bezirksmeister (Bayr. Schwaben) 2011 | A-Jugend (weiblich) - Bundesligist 2022, 2023 |

## Spielerpersönlichkeit
- Matthias Gerlich